# Moussa Abou Marzouk
Cet article possède un paronyme, voir Marzouki.
Moussa Abou Marzouk ou  Abu Marzook (en arabe: موسى محمد أبو مرزوق), né le 9 janvier 1951, est le numéro 2 du Hamas, selon l'Associated Press, vice-président de son bureau politique et chef du bureau des relations internationales.

## Biographie

### Jeunesse

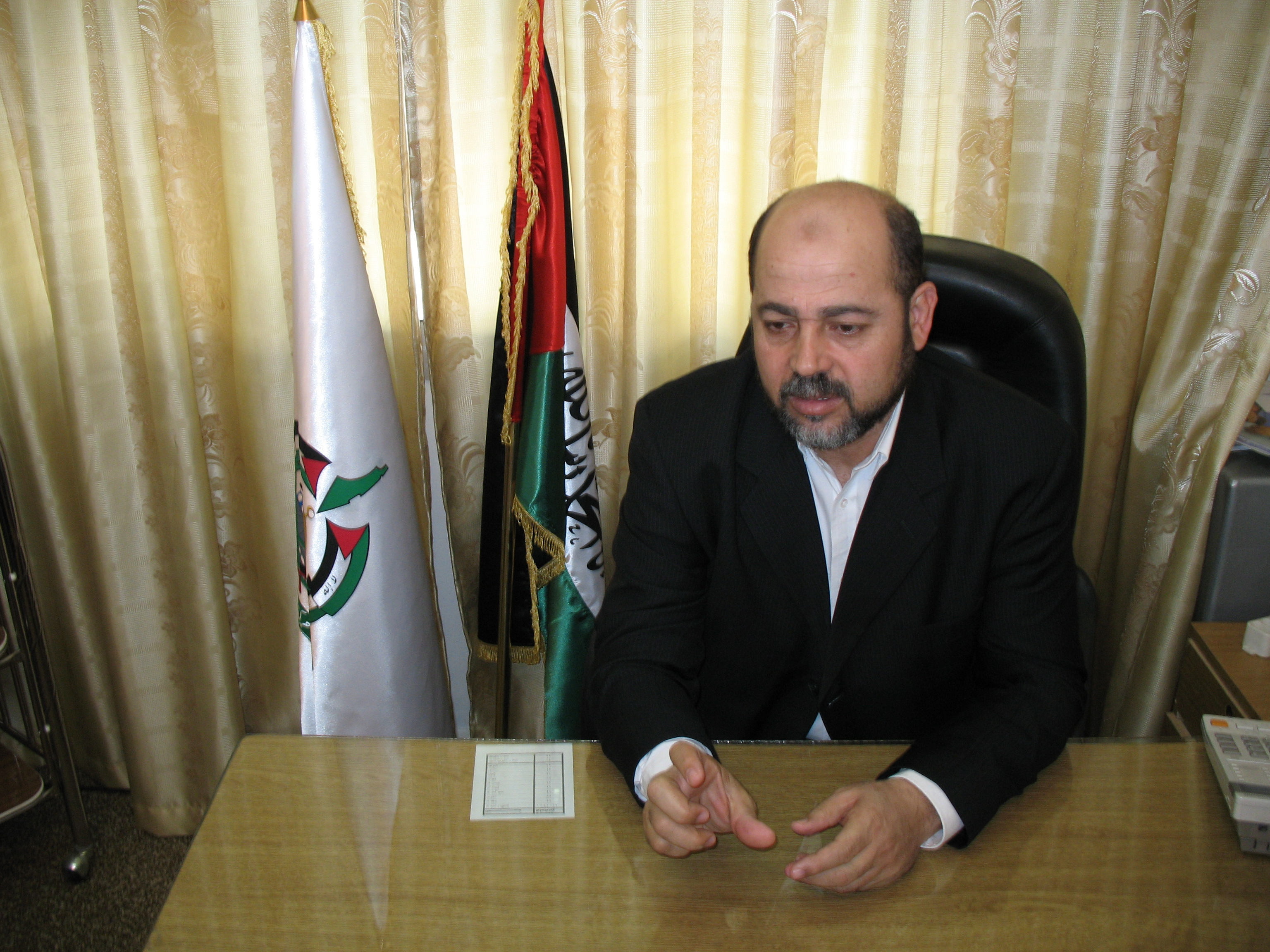
Abu Marzook en 2006 à Damas

Après la guerre israélo-arabe de 1948, les parents de Moussa Abou Marzouk, déplacés de force de leur village d'Yibna (en), se réfugient dans le camp de Rafah, au sud-ouest de la bande de Gaza. Moussa Abou Marzouk y est né le 9 janvier 1951. Il a terminé l'école secondaire à Gaza, étudié l'ingénierie au Caire jusqu'en 1976 puis poursuivi ses études aux États-Unis en obtenant une maîtrise en gestion de la construction de l'université d'État du Colorado. 

### Implication au sein du Hamas
Moussa Abou Marzouk a joué un rôle important dans la réorganisation du Hamas après l'arrestation massive de ses membres en 1989. Il a été élu chef du bureau politique du Hamas en 1992, Khaled Mechaal lui succédera en 1996 après sa mise en examen. 
En 1996, il a été mis en examen aux États-Unis pour participation à une conspiration visant à financer une « organisation terroriste », le Hamas.

### Arrestation et tentative d'extradition
Au milieu des années 1990, Moussa Abou Marzouka été arrêté à l'aéroport JFK soupçonné d'être impliqué dans l'attentat du World Trade Center en 1993. Deux mois après son arrestation, Israël dépose une demande d'extradition auprès des États-Unis. Avec son avocat Stanley L. Cohen, il s'y oppose. Yasser Arafat aurait personnellement demandé aux États-Unis de ne pas extrader Mousa Abou Marzouk. Marwan Kanafani, le porte-parole de Yasser Arafat, a affirmé que « Moussa Abou Marzouk doit être libéré car aucune charge n'a été retenue contre lui. Les États-Unis peuvent l'expulser vers les territoires palestiniens ou un pays de son choix mais ne doivent pas l'extrader ».
En 2002, un grand jury fédéral à Dallas a rendu un acte d'accusation contre Marzouk pour avoir conspiré en vue de violer les lois américaines interdisant les transactions dans des fonds terroristes. L'acte d'accusation alléguait qu'il avait conspiré avec InfoCom Corporation, basée à Richardson, au Texas, et cinq de ses employés pour cacher ses transactions financières avec la société informatique. Il aurait investi 250 000 $ dans la société pour pouvoir prélever des sommes en fonction des bénéfices ou pertes nets de l'entreprise.
En 2004, Ismail Elbarasse a été arrêté par la police dans le Maryland, à l'ouest du pont de la Baie de Chesapeake, après que des policiers du comté de Baltimore aient déclaré avoir vu une femme (en l'occurrence sa femme) filmer le pont depuis son véhicule, y compris les câbles et des supports supérieurs de la travée principale. Elbarasse était assistant de Mousa Mohammed Abou Marzouk et a été déclaré co-conspirateur non inculpé par un grand jury à Chicago après que les autorités aient fouillé la maison et le véhicule d'Elbarasse et trouvé des documents bancaires appartenant à Marzouk, chef adjoint de l'aile politique du Hamas. Un acte d'accusation fédéral a inculpé Marzouk pour complot présumé qui, selon les autorités, avait déjà levé des millions de dollars pour le Hamas.
En 2004, un tribunal américain l'a inculpé par contumace pour avoir coordonné et financé les activités du Hamas.

### Opération Pilier de la Défense
À la suite de l'Opération Pilier de défense qui a donné lieu à des affrontements de huit jours entre Israël et le Hamas en novembre 2012, Moussa Abou Marzouk a déclaré que le Hamas ne cesserait pas de fabriquer des armes à Gaza ou de les introduire en contrebande sur le territoire.

## Fortune
En 2023, la valeur nette totale de Moussa Abou Marzouk est estimée à environ 5 milliards de dollars,. 
Le succès financier d'Abou Marzouk et d'autres dirigeants du Hamas a soulevé des questions sur les sources de leur richesse « trempée de sang » et sur l'utilisation de l'aide internationale au peuple palestinien,.